# 静岡県立浜名高等学校
静岡県立浜名高等学校（しずおかけんりつ はまなこうとうがっこう）は、静岡県浜松市浜名区西美薗にある県立高等学校。全日制の他、定時制も設置されている。

## 概観

### 特徴
教育目標として『高きを求めて文武両道に励み「かがやく知性・こまやかな感性・強い意志・たくましい体」を有する「心豊かな人間」の育成』を掲げる。運動部においてサッカー部が、全国高等学校サッカー選手権大会に複数回出場の実績がある。野球部も2003年に選抜高校野球大会に出場している。文化部において、吹奏楽部が、全日本高等学校吹奏楽大会in横浜に7年連続選出、全日本高等学校選抜吹奏楽大会に2年連続選出の実績がある。また、美術部、写真部ともに全国高等学校総合文化祭に出場している。

### 校訓
志 はるかなれこそ 若き日を かくこそ惜しめ

## 設置学科
- 全日制
  - 普通科
- 定時制
  - 普通科

## 沿革
1913年（大正2年）に北浜裁縫女塾として創立。1947年（昭和22年）の北浜高等女学校と笠井高等女学校との合併（静岡県立浜名高等女学校）を経て、1948年（昭和23年）静岡県立浜名高等学校となる。
北浜高等女学校
- 1913年 - 北浜裁縫女塾開校
- 1914年 - 北浜実科女学校認可
- 1919年 - 北浜実科高等女学校認可
- 1926年 - 北浜高等女学校認可

笠井高等女学校
- 1925年 - 笠井職業女学校開校
- 1937年 - 笠井高等職業女学校認可
- 1944年 - 笠井女子商業学校認可
- 1946年 - 笠井高等女学校認可

浜名高等学校
- 1947年 - 笠井高等女学校と北浜高等女学校が合併、静岡県立浜名高等女学校と改称
- 1948年 - 静岡県立浜名高等学校と改称
- 1951年 - 中瀬分校設立の認可を受ける
- 1956年 - 全日制課程に、商業科・家政科を設置
- 1960年 - 全日制家政科の募集を停止
- 1961年 - 中瀬分校を廃校
- 1962年 - 新校舎の建設に伴い、現在地（当時の浜北町西美薗）に移転
- 1968年 - 貴布祢教場を閉鎖
- 1973年 - 全日制商業科を閉科
- 1983年 - 生活館(尚友館)完成
- 1984年 - 全日制家政科を閉科
- 1996年 - 新校舎竣工
- 2003年 - 野球部が第75回選抜高等学校野球大会に出場。
- 2012年 - 創立100周年記念式典
- 2022年 - 創立110周年記念式典

## 学校行事
4月
入学式
6月
浜名祭（文化祭）
7月
球技大会
9月
避難訓練
体育大会
修学旅行
10月
遠足
11月
防災訓練
薬学講座・交通教室

3月
卒業式

## 生徒会活動・部活動など

### 生徒会活動
文化祭や体育大会の運営、表彰や壮行会の運営、校内のキャップ回収（常時活動）などを行う。

### 運動部
- 剣道部
- サッカー部
- 水泳部
- ソフトテニス部（男・女）
- ソフトボール部
- バスケットボール部（男・女）
- バドミントン部（男・女）
- バレーボール部（女）
- 野球部
- 陸上競技部

### 文化部
- 囲碁将棋部
- English部
- 演劇部
- 華道部
- 茶道部
- 史学部
- 自然科学部
- 写真部
- 書道部
- 吹奏楽部
- 数学部
- ダンス部
- パソコン部
- ハンドメイド部
- 美術部

## 著名な関係者

### 卒業生
- 中沢公彦（静岡県議会議員・自民党・作家・コラムニスト）
- 池谷友良（元プロサッカー選手・元ロアッソ熊本監督）
- 久米一正（元名古屋グランパスゼネラルマネージャー）
- 袴田吉彦（俳優）
- 松浦拓弥（横浜FC）
- 松永成立（元サッカー日本代表・横浜F・マリノスGKコーチ）
- 柳下正明（ツエーゲン金沢監督）
- 森下仁之（ギラヴァンツ北九州元監督、元教員、サッカー部コーチ）
- 山内和宏（元プロ野球選手 南海・中日）
- 和田拓三（アビスパ福岡）
- 矢野貴章（栃木SC）
- 佐藤将也（藤枝MYFC）
- 加藤修也（陸上競技）
- 笹垣拓也（藤枝MYFC）
- 神田翠月（講談師）
- 内田順子（フリーアナウンサー、元テレビ静岡アナウンサー）
- 横田卓馬 (漫画家)
- 渡邊ヒロアキ（シンガーソングライター）

### 在籍したことのある者
- 服部幸男（競艇選手）- 中途退学し競艇選手養成所へ
- 柊巴（元宝塚歌劇団所属）- 中途退学し宝塚音楽学校へ

### 教員等
- 高橋和裕（陸上競技選手）
- 增田又右衞門（校長）

## アクセス
- 遠州鉄道鉄道線 遠州小林駅から徒歩3分。